# Saison 1999 de Super 12
Navigation
Super 12 1998 Super 12 2000
La saison 1999 de Super 12 est la quatrième édition de la compétition. Elle est disputée par 12 franchises d'Australie, d'Afrique du Sud et de Nouvelle-Zélande. La compétition débute le 26 février 1999 et se termine le 30 mai 1999 à Christchurch. Elle est remportée par les Crusaders à l'issue d'une finale contre les Highlanders.

## Équipes participantes
La compétition oppose les douze franchises issues des trois grandes nations du rugby à XV de l'hémisphère sud :
| Franchises sud africaines - Bulls basée à Pretoria - Cats basée à Johannesburg - Sharks basée à Durban - Stormers basée à Le Cap | Franchises australiennes - Brumbies basée à Canberra - Waratahs basée à Sydney - Reds basée à Brisbane | Franchises néo-zélandaise - Blues basée à Auckland - Chiefs basée à Hamilton - Crusaders basée à Christchurch - Highlanders basée à Dunedin - Hurricanes basée à Wellington |

## Classement de la saison régulière
| Rang | Club            | J  | V | N | D  | Bo | Bd | Pm  | Pe  | Diff | Pts |
| ---- | --------------- | -- | - | - | -- | -- | -- | --- | --- | ---- | --- |
| 1    | Queensland Reds | 11 | 8 | 1 | 2  | 1  | 1  | 233 | 170 | +63  | 36  |
| 2    | Stormers        | 11 | 8 | 0 | 3  | 3  | 1  | 290 | 244 | +46  | 36  |
| 3    | Highlanders     | 11 | 8 | 0 | 3  | 2  | 1  | 280 | 203 | +77  | 35  |
| 4    | Crusaders (T)   | 11 | 7 | 1 | 3  | 3  | 0  | 324 | 262 | +62  | 33  |
| 5    | Brumbies        | 11 | 5 | 0 | 6  | 3  | 5  | 278 | 194 | +84  | 28  |
| 6    | Chiefs          | 11 | 5 | 0 | 6  | 3  | 3  | 248 | 301 | -53  | 26  |
| 7    | Sharks          | 11 | 5 | 1 | 5  | 2  | 1  | 241 | 232 | +9   | 25  |
| 8    | Waratahs        | 11 | 4 | 1 | 6  | 4  | 2  | 246 | 248 | -2   | 24  |
| 9    | Blues           | 11 | 4 | 1 | 6  | 0  | 5  | 202 | 201 | +1   | 23  |
| 10   | Hurricanes      | 11 | 4 | 1 | 6  | 2  | 2  | 213 | 226 | -13  | 22  |
| 11   | Cats            | 11 | 4 | 0 | 7  | 4  | 2  | 311 | 341 | -30  | 22  |
| 12   | Bulls           | 11 | 1 | 0 | 10 | 2  | 1  | 203 | 447 | -244 | 7   |

|  | Qualifiés pour la phase finale (no 1, no 2, no 3, no 4). |
|  | T : Tenant du titre 1998                                 |

Attribution des points : victoire : 4, match nul : 2, défaite : 0 ; plus les bonus (offensif : 4 essais marqués ; défensif : défaite par 7 points d'écart maximum).
Règles de classement : 1. différence de points ; 2. résultat du match entre les deux franchises ; 3. le nombre d'essais marqués.

## Résultats
| Clubs           | BLU   | BUL   | BRU   | CAT   | CHI   | CRU   | HIG   | HUR   | QUE   | SHA   | STO   | WAR   |
| --------------- | ----- | ----- | ----- | ----- | ----- | ----- | ----- | ----- | ----- | ----- | ----- | ----- |
| Blues           |       |       | 16-22 | 24-11 |       | 16-22 |       | 23-7  | 12-12 | 6-12  |       |       |
| Bulls           | 21-19 |       |       |       | 31-39 | 28-30 |       |       | 7-17  |       | 19-42 |       |
| Brumbies        |       | 73-9  |       |       | 13-16 | 21-28 |       |       |       |       | 37-15 | 27-16 |
| Cats            |       | 57-24 | 32-22 |       |       |       | 28-29 | 43-27 |       | 20-36 |       | 10-39 |
| Chiefs          | 18-29 |       |       | 44-42 |       |       | 16-27 |       | 17-19 | 32-19 |       |       |
| Crusaders       |       |       |       | 58-38 | 48-3  |       |       | 18-18 | 23-36 | 34-29 |       |       |
| Highlanders     | 19-13 | 65-23 | 9-8   |       |       | 23-6  |       |       |       |       | 46-14 | 15-23 |
| Hurricanes      |       | 37-18 | 13-21 |       | 21-24 |       | 21-19 |       |       |       | 22-24 | 13-7  |
| Queensland Reds |       |       | 19-18 | 22-12 |       |       | 19-20 | 11-0  |       | 34-13 |       |       |
| Sharks          |       | 29-0  | 21-16 |       |       |       | 32-8  | 18-34 |       |       |       | 13-13 |
| Stormers        | 37-23 |       |       | 16-18 | 16-9  | 28-19 |       |       | 35-14 | 35-19 |       |       |
| Waratahs        | 20-21 | 39-23 |       |       | 36-30 | 22-38 |       |       | 13-30 |       | 18-28 |       |

|  | Victoire à domicile |  | Match nul |  | Défaite à domicile |

## Phase finale
|  | Demi-finales                                 | Demi-finales                        |             |    | Finale                                 | Finale                                 |
|  | Demi-finales                                 | Demi-finales                        |             |    | Finale                                 | Finale                                 |
|  |                                              |                                     |             |    |                                        |                                        |
|  | le 23 mai 1999 au Newlands (Le Cap)          | le 23 mai 1999 au Newlands (Le Cap) |             |    | le 30 mai 1999 au Carisbrook (Dunedin) | le 30 mai 1999 au Carisbrook (Dunedin) |
|  | le 23 mai 1999 au Newlands (Le Cap)          | le 23 mai 1999 au Newlands (Le Cap) |             |    | le 30 mai 1999 au Carisbrook (Dunedin) | le 30 mai 1999 au Carisbrook (Dunedin) |
|  | Stormers                                     | 18                                  |             |    | le 30 mai 1999 au Carisbrook (Dunedin) | le 30 mai 1999 au Carisbrook (Dunedin) |
|  | Stormers                                     | 18                                  |             |    | le 30 mai 1999 au Carisbrook (Dunedin) | le 30 mai 1999 au Carisbrook (Dunedin) |
|  | Highlanders                                  | 33                                  |             |    | le 30 mai 1999 au Carisbrook (Dunedin) | le 30 mai 1999 au Carisbrook (Dunedin) |
|  | Highlanders                                  | 33                                  | Highlanders | 19 |                                        |                                        |
|  | le 22 mai 1999 au Suncorp Stadium (Brisbane) |                                     | Highlanders | 19 |                                        |                                        |
|  |                                              | Crusaders                           | 24          |    |                                        |                                        |
|  | Queensland Reds                              | Crusaders                           | 24          | 22 |                                        |                                        |
|  | Queensland Reds                              |                                     |             | 22 |                                        |                                        |
|  | Crusaders                                    | 28                                  |             |    |                                        |                                        |
|  | Crusaders                                    | 28                                  |             |    |                                        |                                        |